# 海南槭
海南槭（学名：Acer hainanense）是无患子科槭属的植物，是中国的特有植物。分布于中国大陆的海南等地，生长于海拔500米至1,400米的地区，一般生长在山谷溪边林中，目前尚未由人工引种栽培。